# Energia mecânica

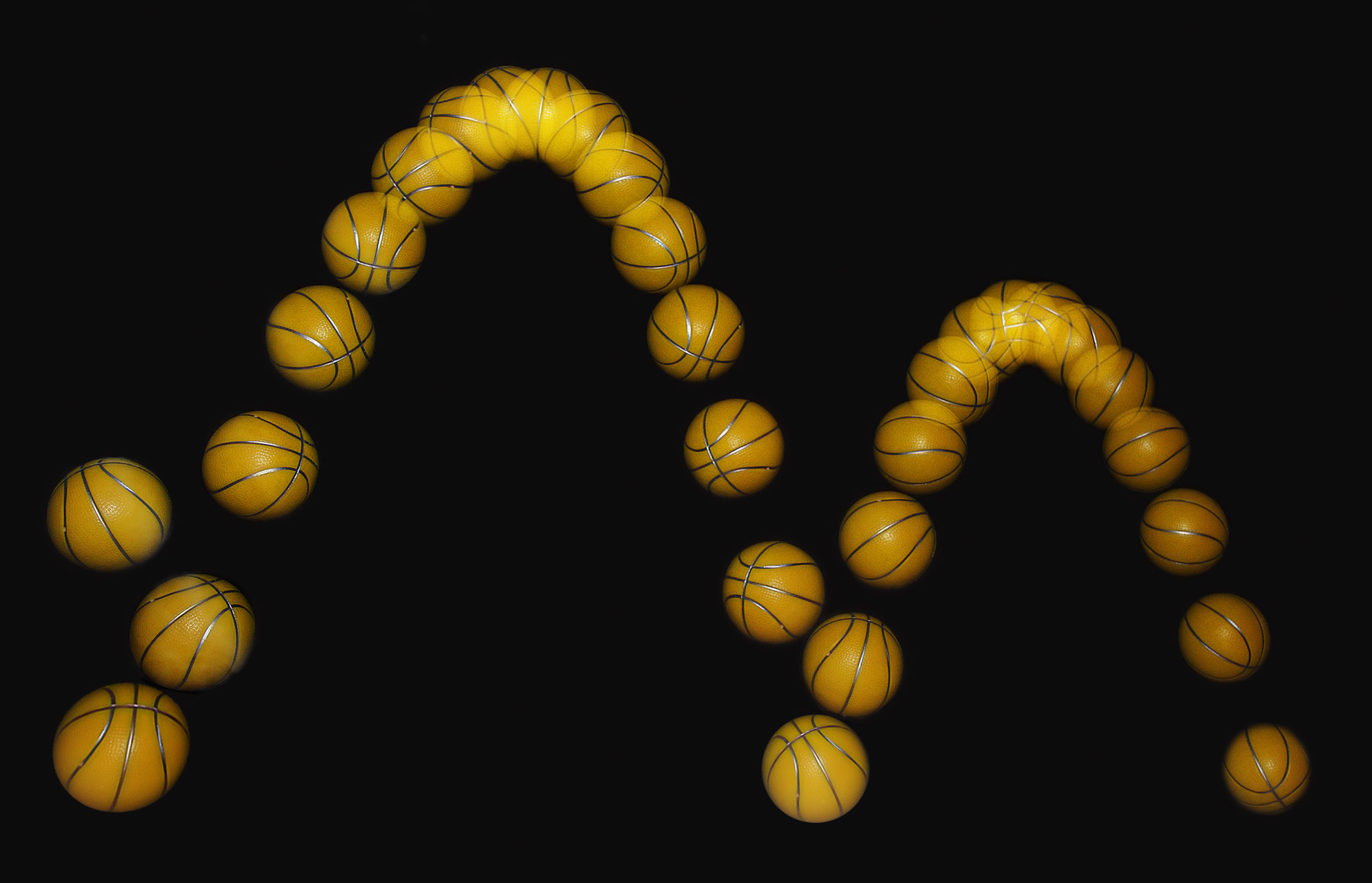
Energia mecânica da bola de basquete sendo transformada, ora em energia potencial gravitacional, energia cinética ou energia potencial elástica. A cada ressalto, parte da energia é dissipada sob a forma de energia térmica e energia sonora

Energia mecânica é, resumidamente, a capacidade de um corpo produzir trabalho. Também podemos interpretá-la como a energia que pode ser transferida por meio de uma força. A energia mecânica total de um sistema é a soma da energia cinética, relacionada ao movimento de um corpo, com a energia potencial, relacionada ao armazenamento, podendo ser gravitacional ou elástica.
{\displaystyle \ E_{m}=E_{c}+E_{p}}
Se o sistema for conservativo, ou seja, apenas forças conservativas atuarem nele, a energia mecânica total conserva-se e é uma constante de movimento. A energia mecânica {\displaystyle E_{m}} que um corpo possui é a soma da sua energia cinética {\displaystyle E_{c}} com sua energia potencial {\displaystyle E_{p}}.
Uma força é classificada como sendo conservativa quando o trabalho realizado por ela para mover um corpo de um lugar a outro é independente do percurso, isto é, do caminho escolhido. Esclarecendo: para carregar um saco de batatas e o transportar morro acima, o caminho escolhido pode ser mais longo, caminhando-se circularmente ou seguindo um caminho mais curto e reto, mas através de uma ladeira íngreme. A força gravítica é conservativa. Um exemplo de força não conservativa é a força de atrito, que também é chamada de força dissipativa.
Pela lei da conservação da energia, se um corpo está apenas sob a ação de forças conservativas, a sua energia mecânica ({\displaystyle E_{m}=E_{c}+E_{p}}) conservar-se-á. Isso equivale a dizer, neste caso, que se a energia cinética de um corpo aumentar, a energia potencial deve diminuir e vice-versa, de modo a manter {\displaystyle E} constante.
Considere que uma bola de massa {\displaystyle m=0,6\ kg} na mão de uma pessoa está a uma altura {\displaystyle h=4\ m} do chão. A sua energia potencial é {\displaystyle U=mgh=24} joules, sendo {\displaystyle g=10\ {\frac {m}{s^{2}}}}, a aceleração da gravidade. Nesse lugar, como a bola está parada, a sua velocidade é igual a {\displaystyle 0}, e portanto a sua energia cinética também é igual a zero, ou seja {\displaystyle K={\frac {1}{2}}mv^{2}=0}. Assim, a sua energia mecânica total é {\displaystyle E=24\ J}. Ao ser lançada, essa bola atinge o solo e a sua altura ficará igual a {\displaystyle 0}, e consequentemente a sua {\displaystyle U=0}. Como há conservação da energia mecânica, a energia cinética da bola no solo é {\displaystyle K=24\ J}. Deste valor podemos obter a componente escalar da velocidade instantes antes de a bola atingir o solo, ou seja {\displaystyle v=8,94\ {\frac {m}{s}}}. Quanto maior a altura de onde é lançada a bola, maior a velocidade atingida ao chegar ao solo. Vale também o contrário, isto é, quanto maior a velocidade, maior a altura atingida. Assim, se um atleta quiser saltar uma boa altura {\displaystyle h}, é preciso correr muito para atingir uma velocidade alta. É isso que fazem os atletas que praticam salto em altura, salto tríplice e saltos com evoluções em ginástica olímpica.

## Equações
A energia mecânica de um sistema conservativo é dada por:{\displaystyle \ E_{m}=E_{c}+E_{p}}sendo:
{\displaystyle \ E_{c}}, a energia cinética;
{\displaystyle \ E_{p}}, a energia potencial.

### Energia cinética
O trabalho feito por uma força {\displaystyle \mathbf {F} } ao longo de um caminho C é calculado pela seguinte integral:
{\displaystyle \operatorname {W} _{c}=\int _{c}\mathbf {F} \cdot d\mathbf {r} }
Segundo o teorema do trabalho e da energia cinética:
{\displaystyle \operatorname {W} _{c}=\Delta E_{c}}

#### Energia cinética de translação
A definição da energia cinética de translação é obtida mediante a resolução 
da integral que define o trabalho:
{\displaystyle \operatorname {W} _{c}=\int _{c}\mathbf {F} \cdot d\mathbf {r} }.
Usando a definição de força e a regra da cadeia, modifica-se o integrando e a variável de integração de modo a resolver a integral:
{\displaystyle \int _{c}\mathbf {F} \cdot d\mathbf {r} =\int _{c}{\frac {d\mathbf {p} }{dt}}\cdot d\mathbf {r} =\int _{c}d\mathbf {p} \cdot {\frac {d\mathbf {r} }{dt}}=\int _{c}d\mathbf {p} \cdot \mathbf {v} },
em que {\displaystyle \mathbf {p} } é o momento linear do objeto e {\displaystyle \mathbf {v} } é sua velocidade. Tomemos a definição de momento linear:
{\displaystyle \mathbf {p} =m\mathbf {v} }
Diferenciando a expressão e a substituindo na integral:
{\displaystyle d\mathbf {p} =md\mathbf {v} }
{\displaystyle \int _{c}\mathbf {v} \cdot d\mathbf {p} =\int _{c}\mathbf {v} \cdot md\mathbf {v} }
Finalmente, resolve-se a integral:
{\displaystyle \operatorname {W} _{c}=\int _{v_{0}}^{v}m{v'}d{v'}={\frac {mv'^{2}}{2}}|_{v_{0}}^{v}={\frac {mv^{2}}{2}}-{\frac {m{v_{0}}^{2}}{2}}}
Define-se a energia cinética, portanto, como:
{\displaystyle E_{c}={\frac {mv^{2}}{2}}}
O resultado da integração acima leva-nos à igualdade entre o trabalho e a variação da energia cinética:
{\displaystyle \operatorname {W} _{c}=\Delta E_{c}}

#### Energia cinética de rotação
{\displaystyle E_{cr}={\frac {1}{2}}I\omega ^{2}}

### Energia potencial
Energia Potencial Gravitacional:
{\displaystyle \ E_{pg}=mgh}
Energia Potencial Elástica:
{\displaystyle \ E_{pelastica}={\frac {kx^{2}}{2}}}
Energia Potencial Elétrica:
{\displaystyle \ E_{peletrica}={\frac {U}{q}}}
Energia Potencial:
Soma de todas as energias potenciais

## Equações diferenciais
No formalismo que descreve a Mecânica, existem algumas equações diferenciais:
{\displaystyle dW=dT}
{\displaystyle dW=-dV}
onde {\displaystyle W} é o trabalho, {\displaystyle T} a energia cinética e {\displaystyle V} a energia potencial. No caso de a diferencial dW não ser exata, pode-se dizer que o trabalho W não depende do percurso.
Se a força é conservativa, resulta:
{\displaystyle dT+dV=0}
{\displaystyle T+V=constante}
Dessa maneira, percebe-se que a energia mecânica não varia ao longo do "caminho".

## Mecânica quântica
Tratando-se de física quântica, o formalismo dado à mecânica muda um pouco. As leis da física são vistas de maneira diferente no caso de uma escala próxima ao núcleo atómico. As equações que regem a dinâmica dos corpos (formalismo Hamiltoniano e Lagrangiano), são substituídas pela equação de Schrödinger:
{\displaystyle {\hat {H}}\psi =E\psi }
onde {\displaystyle H} é o operador Hamiltoniano, {\displaystyle \psi } a função de onda  e {\displaystyle E} a energia do estado {\displaystyle \psi }. É importante ressalvar que a equação de Schrödinger pode tomar a forma dependente e independente do tempo. Para isso, deve lembrar-se que:
Operador Hamiltoniana: {\displaystyle {\hat {H}}={\hat {E_{c}}}+{\hat {E_{p}}}={\frac {{\hat {p}}^{2}}{2m}}+{\hat {V}}(r)}
Operador momento: {\displaystyle {\hat {p}}={\frac {\hbar }{i}}\nabla }
Operador Potencial: {\displaystyle {\hat {V}}(r)=V(r)}
Energia: {\displaystyle E=i\hbar {\frac {\partial }{\partial t}}} (no caso dependente do tempo)
Assim, no caso da equação independente do tempo, tem-se:
{\displaystyle {\frac {-\hbar }{2m}}\nabla ^{2}\psi (r)+V(r)\psi (r)=E\psi (r)}         (equação independente do tempo)
Já no caso da dependente do tempo tem-se:
{\displaystyle {\frac {-\hbar }{2m}}\nabla ^{2}\psi (r,t)+V(r)\psi (r,t)=i\hbar {\frac {\partial }{\partial t}}\psi (r,t)} (equação dependente do tempo)

## Exemplos
Nesta seção serão dados alguns exemplos do cálculo da energia mecânica.

### Partícula livre
No caso de uma partícula livre, sabe-se que a energia potencial {\displaystyle E_{p}} é nula. Assim, a energia mecânica é escrita como:
{\displaystyle \ E_{m}=E_{c}={\frac {p^{2}}{2m}}}
onde {\displaystyle p} é o momento linear da partícula e {\displaystyle m} sua massa.

### Oscilador harmônico
No caso de uma partícula em um oscilador harmônico, a energia potencial pode ser escrita como:
{\displaystyle E_{p}={\frac {1}{2}}m\omega ^{2}x^{2}}
com {\displaystyle \omega } sendo a velocidade angular e {\displaystyle x} a posição da partícula. Assim, a energia mecânica do sistema é dada por:
{\displaystyle \ E_{m}={\frac {p^{2}}{2m}}+{\frac {1}{2}}m\omega ^{2}x^{2}}

### Atração gravitacional
No caso de uma partícula de massa {\displaystyle m_{1}} em um potencial gravitacional gerado por outra partícula de massa {\displaystyle m_{2}}, pode-se escrever a energia mecânica do sistema como
{\displaystyle \ E_{m}={\frac {p^{2}}{2m}}+{\frac {G.m_{1}.m_{2}}{d}}}
onde {\displaystyle G} é a constante da gravitação universal e {\displaystyle d} a distância entre os corpos.

### Pêndulo simples

Animação de um pêndulo simples mostrando seu movimento, assim como os vetores velocidade (verde) e aceleração (azul). Note como a altura máxima atingida não muda, pois a energia mecânica no sistema se conserva, alternando-se entre a forma potencial (pontos mais altos) e a cinética (ponto mais baixo).

Em um pêndulo simples, a energia mecânica do sistema será igual à energia potencial gravitacional inicial, que é proporcional à altura da qual ele será solto. Durante o movimento de descida, a energia potencial converte-se continuamente em energia cinética devido ao trabalho realizado pela força gravitacional (peso). Quanto o corpo atinge o ponto mais baixo, toda a energia potencial foi transformada em cinética, correspondendo ao ponto de velocidade máxima do pêndulo. Uma vez passado esse ponto, o corpo começa sua subida e o processo inverso se inicia: a energia cinética se transformando em potencial gravitacional até que o corpo pare totalmente, na mesma altura em que foi solto do outro lado.
A energia mecânica do sistema de um pêndulo simples é dada pela expressão a seguir:
{\displaystyle \ E_{mec}=mgh+{\frac {1}{2}}mv^{2}}
Em que {\displaystyle mgh} é a energia potencial gravitacional e {\displaystyle {\frac {1}{2}}mv^{2}} é a energia cinética associadas à massa do pêndulo. Pelo princípio da Conservação da Energia Mecânica, essa soma permanece constante ao longo do tempo, ou seja, quando a energia cinética aumenta, a potencial tem que diminuir e vice-versa.

## Legenda
- {\displaystyle k} =constante elástica
- {\displaystyle g} =aceleração da gravidade (~9,81 m/s²) (constante)
- {\displaystyle E_{c}} =energia cinética
- {\displaystyle m} =massa (kg)
- {\displaystyle I} =Momento de Inércia (kg*m²)
- {\displaystyle \omega } (letra grega ômega) = velocidade angular (rad/s)
- {\displaystyle w} =trabalho (J)
- {\displaystyle E_{pg}} =energia potencial gravitacional
- {\displaystyle E_{peletrica}}=energia potencial elétrica
- {\displaystyle E_{pelastica}} =energia potencial elástica
- {\displaystyle h} =altura (m)
- {\displaystyle v} =velocidade (m/s)
- {\displaystyle x} =elongação ou deformação da mola